# 欣奇克利夫 (密西西比州)
欣奇克利夫（英語：Hinchcliff）是位於美國密西西比州奎特曼縣的非建制地區。

## 歷史
欣奇克利夫的郵局於1903年設立，其後於1969年停運。

## 地理
欣奇克利夫所處的海拔為高於海平面50米（即164英呎），而該地所採用的時區為UTC-6，即北美中部時區（CST）。同時該地設有夏令時間，為UTC-6調快一小時，即UTC-5（CDT）。